# ʿAravim roqdim (film)
ʿAravim roqdim (in ebraico ערבים רוקדים‎?), noto anche col titolo internazionale di Dancing Arabs, è un film del 2014 diretto da Eran Riklis, tratto dal romanzo Arabi danzanti (2002) di Sayed Kashua.
È stato il film di apertura del Jerusalem Film Festival del 2014.

## Trama
Eyad è un ragazzo arabo nato in Israele. Cresciuto in un villaggio nel Nord del paese, dimostra fin da piccolo un'intelligenza superiore alla media, che gli consentirà di entrare all'università. Qui farà la conoscenza di Naomi, ragazza ebrea di cui si innamorerà, e di Yonatan, ragazzo disabile con cui farà amicizia. Eyad dovrà affrontare molte difficoltà, diviso tra l'orgoglio per la sua identità palestinese e il desiderio di integrarsi nella società israeliana.